# Wojciech Katner
Wojciech Jan Katner (ur. 24 stycznia 1950 w Łodzi) – polski działacz państwowy, profesor nauk prawnych, adwokat, instruktor harcerski, harcmistrz, Przewodniczący ZHP (2001–2005), honorowy prezes Stowarzyszenia Polskich Stypendystów Fulbrighta, wiceprezes Najwyższej Izby Kontroli (1992–1997), w latach 2009–2020 sędzia Sądu Najwyższego.

## Życiorys

### Wykształcenie i praca zawodowa
W 1967 roku zdał maturę w VIII Liceum Ogólnokształcącym im. Adama Asnyka w Łodzi.
W 1971 roku ukończył studia prawnicze na Wydziale Prawa i Administracji Uniwersytetu Łódzkiego, następnie wieloletnim pracownikiem tej uczelni, kolejno był: asystentem, adiunktem, docentem i profesorem. Od 1998 roku kierownik Katedry Prawa Gospodarczego i Handlowego tej uczelni. Od 1991 pracownik Najwyższej Izby Kontroli, w latach 1992–1997 wiceprezes NIK, w okresie 1997–2001 wiceminister, podsekretarz stanu w Ministerstwie Gospodarki. W latach 2005–2008 prorektor Uniwersytetu Łódzkiego do spraw współpracy z zagranicą. Do września 2008 roku członek Rady Nadzorczej BOT. Prowadził także prywatną praktykę prawniczą.
W 2009 roku został sędzią Sądu Najwyższego. 12 września 2018 roku prezydent Andrzej Duda powiadomił go na piśmie, że w tym dniu z mocy ustawy przeszedł jako sędzia Sądu Najwyższego w stan spoczynku. 27 kwietnia 2020 roku przeszedł w stan spoczynku.
Pod jego kierunkiem stopień naukowy doktora w 1997 roku uzyskał Aleksander Kappes.
Autor i współautor 9 książek, 2 podręczników oraz ok. 120 artykułów z prawa cywilnego, prawa gospodarczego, prawa handlowego i prawnej ochrony środowiska.

### Działalność społeczna
Wieloletni instruktor harcerski, związany z harcerstwem od lat 60. XX wieku, szczególnie czynny w środowisku starszoharcerskim. Drużynowy 22 Łódzkiej Drużyny Harcerskiej przy VIII LO w Łodzi, zastępca kierownika Referatu Drużyn Starszoharcerskich w Hufcu Łódź-Śródmieście, przewodniczący hufcowej Komisji Rewizyjnej, następnie w chorągwianej Komisji Instruktorskiej.
Wrócił czynnie do służby instruktorskiej pod koniec lat 80. Zaangażowany w Chorągwi Łódzkiej, delegat na przełomowy IX / XXVI Zjazd ZHP, gdzie prezentował nowe rozwiązania statutowe. Członek Prezydium Centralnej Komisji Rewizyjnej ZHP. Wiceprzewodniczący ZHP u boku hm. Stefana Mirowskiego. W latach 2001–2005 pełnił funkcję Przewodniczącego ZHP. Należał też do Stowarzyszenia Ordynacka.

## Odznaczenia
- Krzyż Kawalerski Orderu Odrodzenia Polski (1999)[9][10]
- Medal Komisji Edukacji Narodowej
- Złoty Krzyż „Za Zasługi dla ZHP”
- Odznaka „Zasłużony dla Chorągwi Łódzkiej ZHP”[11]